# Vasile Stîngă
Vasile Stîngă (Hunedoara, 21 de janeiro de 1957) é um ex-handebolista profissional, duas vezes medalhista olímpico.
Um dos melhores jogadores romenos de todos os tempos, Stîngă jogou  216 vezes por seu país anotando 1414 gols. Ele é o recordista de gols por sua seleção até o momento.

## Títulos
- Jogos Olímpicos:
  - Bronze: 1980, 1984